# 비즈니스 프로세스 아웃소싱
비즈니스 프로세스 아웃소싱(business process outsourcing; BPO)은 기업 운영상 업무나 비즈니스 절차를 전문 기업에 위탁하는 일이다.

## 개요
기업 내부의 관리 부문에서 행해지고 있던 총무, 인사, 경리에 관련된, 급여계산, 자료의 입출력 처리 등의 업무를 중심으로 외부에 위탁하는 인사총부 분야가 있으며, 콜 센터나 소프트웨어의 프로그래밍 등, 컴퓨터나 인터넷 기술에 관련한 업무의 아웃소싱(outsourcing) 정보기술아웃소싱(IT아웃소싱) 두 가지 분야로 나뉘어 있다.

## 같이 보기
- 아웃소싱